# Mauro Ravnić
Mauro Ravnić (Fiume, 29 novembre 1959) è un allenatore di calcio e calciatore croato, di ruolo portiere.
Il suo cognome viene talvolta riportato con la grafia Ravnich.

## Carriera

### Club
Nato a Fiume, all'epoca in Jugoslavia, Ravnić seguì le orme del padre Eugen e dello zio paterno Mario, anch'essi calciatori, giocando nel loro stesso ruolo (quello di portiere). Debuttò tra i professionisti nel 1977, a 18 anni, con la casacca del Rijeka, la squadra della città natale, disputando più di 200 partite ufficiali con tale club (tra campionato jugoslavo, coppa nazionale e competizioni europee). Si trasferì in Spagna nel 1988, venendo ingaggiato dal Real Valladolid insieme al connazionale Janko Janković – suo compagno di squadra al Rijeka – e diede un contributo fondamentale nella sua prima stagione, nel quale il club si classificò al sesto posto in campionato e raggiunse la finale di Coppa del Re.
Nelle stagioni successive Ravnić giocò con minore frequenza, competendo in particolare per il ruolo di portiere titolare con René Higuita nella stagione 1991-1992, che terminò con la retrocessione del club. All'età di 32 anni, fu ingaggiato dal UE Lleida in Segunda División, contribuendo al ritorno in massima serie della squadra dopo 43 anni di assenza vincendo al contempo il Trofeo Zamora relativo al campionato cadetto (avendo subito soltanto 20 reti in 38 partite).
Dopo la retrocessione dei catalani nella stagione successiva, Ravnić decise di ritirarsi dal calcio giocato, trovando successivamente impiego come allenatore dei portieri del Valladolid per poi ritornare al Lleida come coordinatore delle giovanili. La sua prima esperienza da allenatore sarebbe arrivata nel decennio successivo, allorquando allenò i club dilettantistici AE Prat e FC Benavent.
Nel 2010 Ravnić fu ingaggiato come allenatore del FC Ascó militante in Tercera División.

### Nazionale
Tra il 1986 e il 1987 Ravnić totalizzò sei presenze con la nazionale di calcio della Jugoslavia. Il suo debutto arrivò il 29 ottobre 1986, in occasione della vittoria per 4–0 sulla Turchia, incontro valido per le qualificazioni al campionato europeo di calcio 1988.
L'ultima partita in nazionale di Ravnić fu quella contro l'Inghilterra dell'11 novembre 1987, valida per la stessa competizione e persa per 4-1: subì quattro reti nel primo tempo venendo dunque sostituito all'intervallo da Vladan Radača.

## Statistiche

### Presenze e reti nei club
| Stagione               | Squadra                | Campionato             | Campionato | Campionato | Coppe nazionali | Coppe nazionali | Coppe nazionali | Coppe continentali | Coppe continentali | Coppe continentali | Altre coppe | Altre coppe | Altre coppe | Totale | Totale |
| Stagione               | Squadra                | Comp                   | Pres       | Reti       | Comp            | Pres            | Reti            | Comp               | Pres               | Reti               | Comp        | Pres        | Reti        | Pres   | Reti   |
| ---------------------- | ---------------------- | ---------------------- | ---------- | ---------- | --------------- | --------------- | --------------- | ------------------ | ------------------ | ------------------ | ----------- | ----------- | ----------- | ------ | ------ |
| 1977-1978              | Rijeka                 | 1L                     | 3          | -?         | CMT             | 0               | 0               | -                  | -                  | -                  | -           | -           | -           | 3      | -?     |
| 1978-1979              | Rijeka                 | 1L                     | 3          | -?         | CMT             | 0               | 0               | CC                 | 0                  | 0                  | -           | -           | -           | 3      | -?     |
| 1979-1980              | Rijeka                 | 1L                     | 30         | -?         | CMT             | 1               | -?              | CU                 | 6                  | -?                 | -           | -           | -           | 37     | -?     |
| 1980-1981              | Rijeka                 | 1L                     | 10         | -?         | CMT             | 1               | -?              | -                  | -                  | -                  | -           | -           | -           | 31     | -?     |
| 1981-1982              | Rijeka                 | 1L                     | 0          | 0          | CMT             | 0               | 0               | -                  | -                  | -                  | -           | -           | -           | 0      | 0      |
| 1982-1983              | Rijeka                 | 1L                     | 16         | -?         | CMT             | 2               | -?              | -                  | -                  | -                  | -           | -           | -           | 18     | -?     |
| 1983-1984              | Rijeka                 | 1L                     | 19         | -?         | CMT             | 1               | -?              | -                  | -                  | -                  | -           | -           | -           | 20     | -?     |
| 1984-1985              | Rijeka                 | 1L                     | 19         | -?         | CMT             | 1               | -?              | CU                 | 4                  | -?                 | -           | -           | -           | 24     | -?     |
| 1985-1986              | Rijeka                 | 1L                     | 29         | -?         | CMT             | 1               | -?              | -                  | -                  | -                  | -           | -           | -           | 30     | -?     |
| 1986-1987              | Rijeka                 | 1L                     | 34         | -?         | CMT             | 7               | -?              | CU                 | 2                  | -?                 | -           | -           | -           | 43     | -?     |
| 1987-1988              | Rijeka                 | 1L                     | 26         | -?         | CMT             | 0               | 0               | -                  | -                  | -                  | -           | -           | -           | 26     | -?     |
| Totale Rijeka          | Totale Rijeka          | Totale Rijeka          | 189        | -?         |                 | 14              | -?              |                    | 12                 | -?                 |             | -           | -           | 215    | -?     |
| 1988-1989              | Real Valladolid        | 1D                     | 37         | -?         | CR              | 4               | -?              | -                  | -                  | -                  | -           | -           | -           | 41     | -?     |
| 1989-1990              | Real Valladolid        | 1D                     | 36         | -?         | CR              | 2               | -?              | CC                 | 6                  | -?                 | -           | -           | -           | 44     | -?     |
| 1990-1991              | Real Valladolid        | 1D                     | 0          | 0          | CR              | 0               | 0               | -                  | -                  | -                  | -           | -           | -           | 0      | 0      |
| 1991-1992              | Real Valladolid        | 1D                     | 23         | -?         | CR              | 2               | -?              | -                  | -                  | -                  | -           | -           | -           | 25     | -?     |
| Totale Real Valladolid | Totale Real Valladolid | Totale Real Valladolid | 96         | -?         |                 | 8               | -?              |                    | 6                  | -?                 |             | -           | -           | 110    | -?     |
| 1992-1993              | UE Lleida              | 2D                     | 38         | -?         | CR              | 6               | -?              | -                  | -                  | -                  | -           | -           | -           | 44     | -?     |
| 1993-1994              | UE Lleida              | 1D                     | 37         | -?         | CR              | 1               | -?              | -                  | -                  | -                  | -           | -           | -           | 38     | -?     |
| Totale Lleida          | Totale Lleida          | Totale Lleida          | 75         | -?         |                 | 7               | -?              |                    | -                  | -                  |             | -           | -           | 82     | -?     |
| Totale carriera        | Totale carriera        | Totale carriera        | 360        | -?         |                 | 29              | -?              |                    | 18                 | -?                 |             | -           | -           | 407    | -?     |

### Cronologia presenze e reti in nazionale
| Cronologia completa delle presenze e delle reti in nazionale ― Jugoslavia | Cronologia completa delle presenze e delle reti in nazionale ― Jugoslavia | Cronologia completa delle presenze e delle reti in nazionale ― Jugoslavia | Cronologia completa delle presenze e delle reti in nazionale ― Jugoslavia | Cronologia completa delle presenze e delle reti in nazionale ― Jugoslavia | Cronologia completa delle presenze e delle reti in nazionale ― Jugoslavia | Cronologia completa delle presenze e delle reti in nazionale ― Jugoslavia | Cronologia completa delle presenze e delle reti in nazionale ― Jugoslavia |
| Data                                                                      | Città                                                                     | In casa                                                                   | Risultato                                                                 | Ospiti                                                                    | Competizione                                                              | Reti                                                                      | Note                                                                      |
| ------------------------------------------------------------------------- | ------------------------------------------------------------------------- | ------------------------------------------------------------------------- | ------------------------------------------------------------------------- | ------------------------------------------------------------------------- | ------------------------------------------------------------------------- | ------------------------------------------------------------------------- | ------------------------------------------------------------------------- |
| 29-10-1986                                                                | Spalato                                                                   | Jugoslavia                                                                | 4 – 0                                                                     | Turchia                                                                   | Qual. Euro 1988                                                           | 0                                                                         |                                                                           |
| 12-11-1986                                                                | Londra                                                                    | Inghilterra                                                               | 2 – 0                                                                     | Jugoslavia                                                                | Qual. Euro 1988                                                           | -2                                                                        |                                                                           |
| 25-03-1987                                                                | Banja Luka                                                                | Jugoslavia                                                                | 4 – 0                                                                     | Austria                                                                   | Amichevole                                                                | 0                                                                         |                                                                           |
| 23-09-1987                                                                | Pisa                                                                      | Italia                                                                    | 1 – 0                                                                     | Jugoslavia                                                                | Amichevole                                                                | -1                                                                        |                                                                           |
| 14-10-1987                                                                | Sarajevo                                                                  | Jugoslavia                                                                | 3 – 0                                                                     | Irlanda del Nord                                                          | Qual. Euro 1988                                                           | 0                                                                         |                                                                           |
| 11-11-1987                                                                | Belgrado                                                                  | Jugoslavia                                                                | 1 – 4                                                                     | Inghilterra                                                               | Qual. Euro 1988                                                           | -4                                                                        | 46’                                                                       |
| Totale                                                                    |                                                                           | Presenze                                                                  | 6                                                                         |                                                                           | Reti                                                                      | -7                                                                        |                                                                           |

## Palmares
Club
- Coppa di Jugoslavia: 2

Rijeka: 1977-1978, 1978-1979
- Coppa dei Balcani: 1

Rijeka: 1977-1978
Individuale
- Trofeo Zamora (Segunda Division): 1

1992-1993